# Juni 1997
Portal Geschichte | Portal Biografien | Aktuelle Ereignisse | Jahreskalender | Tagesartikel

◄ |
19. Jahrhundert |
20. Jahrhundert
| 21. Jahrhundert

◄ |
1960er |
1970er |
1980er |
1990er
| 2000er | 2010er | 2020er | ►

◄ |
1993 |
1994 |
1995 |
1996 |
1997
| 1998 | 1999 | 2000 | 2001 | ►

◄ |
März 1997 |
April 1997 |
Mai 1997 |
Juni 1997 |
Juli 1997 |
August 1997 |
September 1997 |
►
Dieser Artikel behandelt aktuelle Nachrichten und Ereignisse im Juni 1997.

## Tagesgeschehen

### Sonntag, 1. Juni 1997

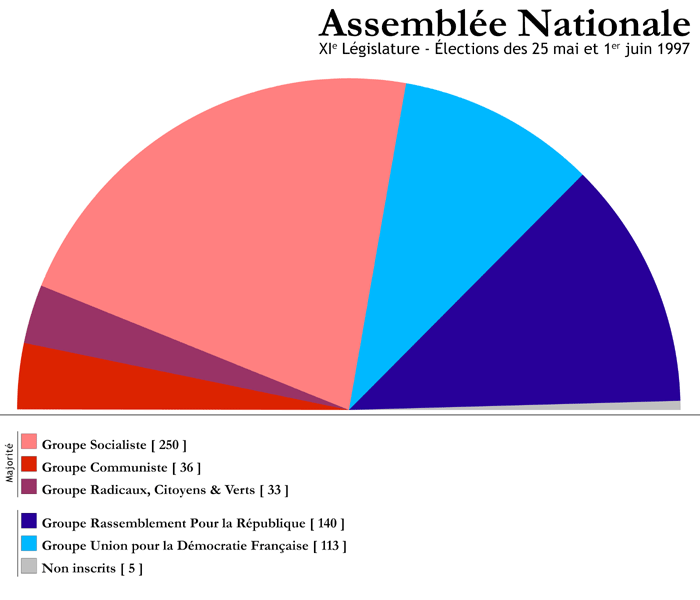
Dominanz der Sozialisten (rosa) in der französischen Nationalversammlung

- Kumamoto/Japan: Russland wird Weltmeister im Handball durch einen 23:21-Sieg im Finale der 15. Männer-WM gegen Schweden.[1]
- New York/Vereinigte Staaten: Bei der 51. Verleihung des Tony Awards werden Janet McTeer und Christopher Plummer jeweils für die beste Leistung in einer Hauptrolle in einem Theaterstück ausgezeichnet.[2]
- Paris/Frankreich: Nach der zweiten Runde der Parlamentswahl steht die Sozialistische Partei als stärkste Fraktion in der Nationalversammlung fest, während die beiden großen Vertreter des rechten politischen Spektrums, RPR und UDF, im Vergleich zur Wahl 1993 hohe Verluste verzeichnen.[3]

### Montag, 2. Juni 1997
- Concord/Vereinigte Staaten: Beim Versuch, mit über 30 Personen gleichzeitig eine Wasserrutsche hinabzurutschen, bricht die Kunststoffröhre der Anlage. Eine Person kommt dabei ums Leben und sechs weitere werden schwerverletzt.[4]

### Mittwoch, 4. Juni 1997
- Sion/Schweiz: Der FC Sion gewinnt 1:0 gegen den FC Lausanne-Sport und wird mit diesem Resultat Schweizer Fussballmeister 1997.[5]

### Freitag, 6. Juni 1997
- Berlin/Deutschland: Bei der Verleihung des Deutschen Filmpreises wird Rossini – oder die mörderische Frage, wer mit wem schlief von Regisseur Helmut Dietl mit dem Filmband in Gold ausgezeichnet.[6]

### Samstag, 7. Juni 1997
- Detroit/Vereinigte Staaten: Der Stanley Cup der nordamerikanischen Eishockey-Profiliga NHL geht in diesem Jahr an die Detroit Red Wings, die das vierte und entscheidende Spiel der Finalserie gegen die Philadelphia Flyers mit 2:1 für sich entscheiden.[7]

### Sonntag, 8. Juni 1997
- Bern/Schweiz: Die Teilnehmer einer Volksabstimmung votieren gegen eine Volksinitiative, die den Abbruch von Verhandlungen zwischen der Schweiz und der Europäischen Union (EU) über den EU-Beitritt der Schweiz fordert, sowie gegen eine Volksinitiative, die ein Ausfuhrverbot für Kriegsmaterial durchsetzen will. Ihre Zustimmung gewähren die Teilnehmer dem Wegfall des Pulverregals aus dem Jahr 1848, dessen Zweck es ist, dass dem Heer stets ausreichend Schießpulver von ansprechender Qualität zur Verfügung steht.[8][9]
- Bern/Schweiz: Der Titelträger der beiden Vorjahre FC Sion gewinnt das Final im Schweizer Cup der Fußballer mit 5:4 im Elfmeterschiessen gegen den FC Luzern.[10]
- Innsbruck/Österreich: Auf dem Landhausplatz wird unweit des Befreiungsdenkmals das Pogromdenkmal eingeweiht. Beide Bauwerke erinnern an die Zeit des Nationalsozialismus. Während das Befreiungsdenkmal der Öffentlichkeit 1948 übergeben wurde, begann die Initiative für ein Pogromdenkmal 1995. Das Monument entwarf ein 19-jähriger Berufsschüler.[11]
- Mailand/Italien: Der Gesamtsieg bei der 80. Ausgabe des Rad-Etappenrennens Giro d’Italia geht an den Italiener Ivan Gotti. Es ist sein erster Gesamtsieg bei dieser Rundfahrt und der 55. eines Italieners.[12]

### Freitag, 13. Juni 1997

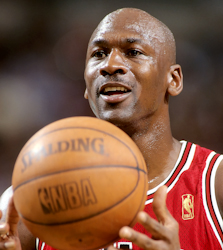
Michael Jordan, Top Scorer der zu Ende gegangenen NBA-Saison

- Chicago/Vereinigte Staaten: In der amerikanischen Basketball-Profiliga NBA gewinnen die Chicago Bulls ihren fünften Meistertitel innerhalb von sieben Jahren. Im entscheidenden Spiel der Finalserie siegt das Team um Michael Jordan mit 90:86 gegen Utah Jazz.[13]
- Nürnberg/Deutschland: Die Bundesanstalt für Arbeit meldet für das Jahr 1996 die höchste Quote an Arbeitslosen seit Beginn der entsprechenden Erhebungen in der Bundesrepublik im Jahr 1951, damals noch ohne das Saarland und ohne das Beitrittsgebiet vom 3. Oktober 1990. Im bisherigen Rekordjahr 1994 waren 10,6 % der erwerbsfähigen Bevölkerung arbeitssuchend und 1996 waren es 11,5 %. Für das Beitrittsgebiet wurde für 1996 ein Wert von 16,6 % ermittelt und damit der höchste seit Beginn der entsprechenden Erhebungen im Jahr 1991.[14]

### Samstag, 14. Juni 1997
- Berlin/Deutschland: Der VfB Stuttgart gewinnt gegen Energie Cottbus, Vertreter der drittklassigen Regionalliga, im Finale des DFB-Pokals der Männer mit 2:0.[15]

### Dienstag, 17. Juni 1997
- Amsterdam/Niederlande: Der Europäische Rat einigt sich in Vorbereitung auf die Einführung der Währung Euro auf einen neuen Wechselkursmechanismus, der innerhalb der Europäischen Union starke Schwankungen im Verhältnis der anderen Währungen zum Euro unterbinden soll.[16]

### Mittwoch, 18. Juni 1997
- Ankara/Türkei: Der erste islamistische türkische Ministerpräsident Necmettin Erbakan (Wohlfahrtspartei, kurz RP) sucht Präsident Süleyman Demirel auf und reicht seinen Rücktritt vom Amt des Regierungschefs ein. Seit Erbakans Amtsantritt im letzten Jahr übten die Streitkräfte der Türkei starken Druck aus, um eine „weitere Islamisierung“ der Republik Türkei zu stoppen. Die RP wird an der nächsten Regierung voraussichtlich nicht beteiligt sein.[17]
- Leipzig/Deutschland: Der 27. Deutsche Evangelische Kirchentag beginnt. Er steht unter dem Motto: „Auf dem Weg der Gerechtigkeit ist Leben.“[18]

### Mittwoch, 25. Juni 1997

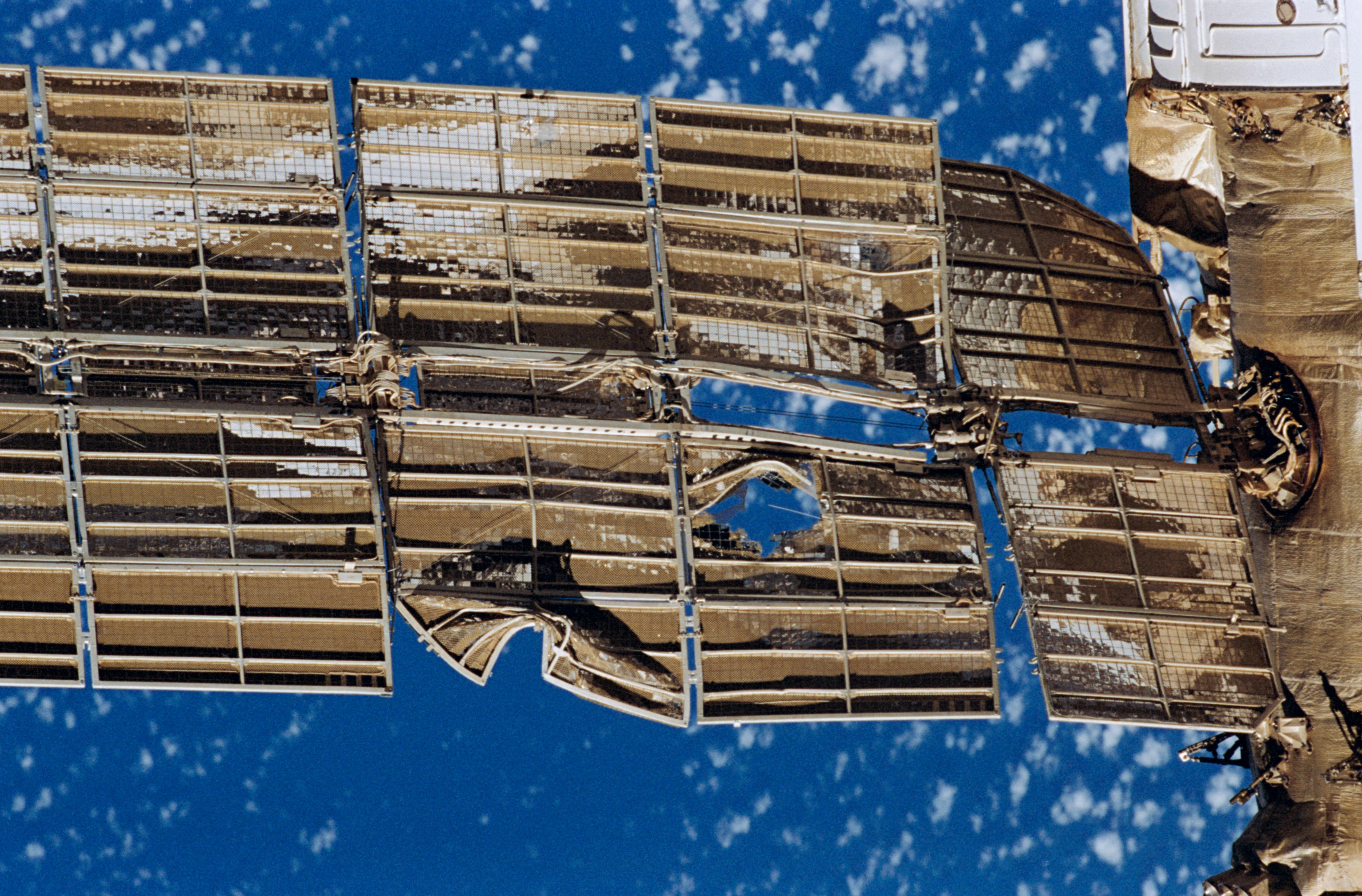
Beschädigte Paneele des Spektr-Moduls

- Orbit: Das Versorgungsraumschiff Progress M-34 kollidiert bei einer Andock-Übung an die Raumstation Mir mit deren Modul Spektr. Ein Drittel der Energieversorgung der Raumstation fällt durch Schäden an den Solarpaneelen des Moduls aus.[19]

### Freitag, 27. Juni 1997
- Moskau/Russland: Der Tadschikische Bürgerkrieg endet mit einem Friedensvertrag und einer 30-prozentigen Regierungsbeteiligung der VTO (unter PIW-Chef Sajid Abdullohi Nurij) bzw. 20 % für weitere Oppositionsgruppen. In etwa zwei Jahren – am 6. November 1999 – wird Rahmon Nabijew für weitere sieben Jahre im Amt bestätigt.

### Samstag, 28. Juni 1997
- Thun/Schweiz: Bei der Wahl ihres neuen Parteipräsidenten entscheiden sich die Delegierten des Parteitags der Sozialdemokratischen Partei nicht für den favorisierten Andrea Hämmerle, sondern für dessen Konkurrentin Ursula Koch. Die 56-jährige ist die erste weibliche Person an der Spitze der seit 109 Jahren bestehenden Partei.[20]

### Sonntag, 29. Juni 1997
- Klagenfurt/Österreich: Der deutsche Schriftsteller Norbert Niemann gewinnt mit einem Auszug aus seinem Roman Wie man's nimmt den Ingeborg-Bachmann-Preis 1997.[21]
- La Paz/Bolivien: Im Finale der 38. Copa América gewinnt die Fußballnationalmannschaft von Brasilien 3:1 gegen die Auswahl des Gastgebers.[22]

### Montag, 30. Juni 1997
- Ankara/Türkei: Ministerpräsident Necmettin Erbakan (Wohlfahrtspartei) tritt in Folge einer Intervention des Militärs zurück. Er trieb die Rückbesinnung auf islamische Grundsätze im Staatswesen und in der Gesellschaft voran. Neuer Ministerpräsident wird mit Genehmigung des Militärs der liberal-konservative Politiker der Mutterlandspartei Mesut Yılmaz.[23][24]
- Atlantik: Die Atlantische Hurrikansaison 1997 beginnt, als sich das Tiefdruckgebiet Ana vor der Küste von South Carolina zum Tropischen Wirbelsturm verstärkt.[25]
- Hongkong/Hongkong: Die Nationalflagge des Vereinigten Königreichs wird vom Dach des Regierungsgebäudes eingeholt und dem britischen Gouverneur des Stadtstaats Chris Patten ausgehändigt. Nach rund 154 Jahren wird die Britische Monarchie die Kolonie mit Ablauf des heutigen Tags an die Volksrepublik China übergeben. Patten zeigt sich in seiner letzten Ansprache an die Bewohner zuversichtlich, dass die „universellen Werte“ der Stadt bestehen bleiben.[26]